# オットー・プレミンジャー
オットー・プレミンジャー（Otto Preminger, 1905年12月5日 - 1986年4月23日）は、オーストリア＝ハンガリー帝国生まれの映画監督、映画プロデューサーである。1950年代 - 1960年代のハリウッドで活躍した。

## 人物・来歴
北ブコヴィナのヴィシュニッツ（現在のウクライナ・ウィシュニジャ(en)）で生まれた。父は法律家で、その為、最初は法律の道に進み、ウィーン大学の法学生であったが演劇に対する情熱ゆえに17歳でマックス・ラインハルトの劇団に参加。最初は俳優だったが、後に舞台監督となる。しかし、ナチスが台頭したことで、1935年に20世紀FOXに招かれてハリウッドに渡るが上手くいかず、しばらくの間ブロードウェイで仕事をする。
彼はユダヤ人であったが、オーストリア訛りがあり、しかも悪役に向いた人相の持ち主であったため、皮肉なことに自分があれほど嫌ったナチの人物役を何度も舞台で演じることになった（後に同郷のビリー・ワイルダー監督の『第十七捕虜収容所』でも捕虜収容所所長の冷酷なドイツ軍人に扮し、はまり役というべき敵役ぶりを見せた。ワイルダーはこれを面白がり、プレミンジャー本人は閉口しながら演じたという）。しかし、この舞台での活躍が認められて、1940年代に映画界に戻り、映画製作に携わるようになった。
1944年、メロドラマ風のフィルム・ノワール『ローラ殺人事件』の脚本と製作を担当したが、監督のルーベン・マムーリアンの仕事ぶりはプロデューサーのダリル・F・ザナックにもプレミンジャーにも不満足なものであった。監督志望であったプレミンジャーはザナックに対して運動をかけ、結果ザナックもマムーリアンを即座に解雇して、プレミンジャーが後釜に座った。初監督作となった『ローラ殺人事件』でたちまち新進気鋭の映画監督として注目され、アカデミー監督賞にノミネートされた。その後『堕ちた天使』や『歩道の終わる所』などのフィルム・ノワールを成功させる。
さらに1950年代に入ると、プロデューサー兼監督として、タブーに挑む大胆な映画を次々と世に送り出す。まず1953年、ブロードウェイのヒット作の映画化『月蒼くして』では、バージンや妊娠といった性的な台詞が多すぎるということで、アメリカ映画製作者協会は自主規制をしようとしたが、これに反発したプレミンジャー側は協会を脱退して、映倫マークなしで公開を強行。結果、本作は大ヒットして、時代遅れの映画倫理規定を改正させるきっかけとなった。
以降も、すべて黒人俳優でかためたミュージカル『カルメン』や『ポギーとベス』、ロバート・ミッチャムとマリリン・モンロー主演の西部劇『帰らざる河』、麻薬中毒の恐怖をはじめて題材にしてフランク・シナトラが麻薬中毒者役を体当たりで演じた『黄金の腕』、フランソワーズ・サガン原作で主演したジーン・セバーグのセシール・カットが大流行した『悲しみよこんにちは』、ジェームズ・スチュアート主演でレイプ事件を真っ向から取り上げた法廷劇『或る殺人』などいずれも意欲作ながら様々なジャンルにわたって優れた作品を制作した。
1958年6月6日には『悲しみよこんにちは』の宣伝で日本を訪れ、同日夜、舞台挨拶を行って、2日間滞在した。
プレミンジャーの功績として、次々とタブーに挑んで閉鎖的な風潮だったハリウッドに風穴をあけた他にも、タイトル・デザインや宣伝ポスターに新進気鋭のデザイナーだったソウル・バスを起用し、バスの斬新なデザイン感覚によって、映画のオープニングタイトルのスタイルに一大革命を起こしたことが挙げられる。1960年の『栄光への脱出』では、赤狩りでハリウッドを追われた脚本家ダルトン・トランボを起用。このように次々と新風を吹き込む彼に対してハリウッドの問題児と見る風潮もあったが、プレミンジャーは一貫して自己流を貫いた。1962年にはピュリツァー賞受賞小説の映画化で政治の裏側を描いた『野望の系列』、聖職者の人間的苦悩を描き、再び監督賞にノミネートされた『枢機卿』など力作を発表した。
監督として成功してからも、俳優としても活躍しており、『第十七捕虜収容所』のようなドイツ人将校だけではなく、テレビ版『バットマン』では顔中白塗りでミスター・フリーズ役として出演していた。
俳優としての悪役・敵役は余技ながら十八番とも言うべきものであったが、映画監督としても俳優に自分の納得のいく演技を徹底要求する恐るべきワンマンで、名のある俳優ですら彼の過酷なまでの扱いにはしばしば音を上げた。例えば『枢機卿』で、プレミンジャーは主演のトム・トライオンに対し極度に厳しく駄目出しを重ね、トライオンは俳優としての自信を失いかけるほど追い詰められた。プレミンジャーの友人で俳優として本作に助演していた映画監督のジョン・ヒューストンが、トライオンの心労ぶりを見てプレミンジャーに諫言したが全く効果がなく、トライオンはほどなく映画界から引退してしまったという。また、『聖女ジャンヌ・ダーク』『悲しみよこんにちは』で怒鳴りまくられたジーン・セバーグがボロボロになった逸話は有名である。
1979年を最後に映画製作から離れ、1986年、アルツハイマー型認知症とガンで満79歳で没した。遺作はグレアム・グリーン原作の『ヒューマン・ファクター』。

## フィルモグラフィー
俳優
- 第十七捕虜収容所 Stalag 17 (1953) - 日本公開は翌1954年、監督ビリー・ワイルダー。

監督
- ローラ殺人事件 Laura (1944) - 日本公開は戦後1947年。
- 堕ちた天使 Fallen Angel (1945)
- 永遠のアンバー Forever Amber (1947) - 日本公開は1952年。
- 哀しみの恋 Daisy Kenyon (1947) - 日本公開は1950年。
- 歩道の終わる所（英語版） Where The Sidewalk Ends (1950)
- 月蒼くして The Moon Is Blue (1953)
- 帰らざる河 River of No Return (1954)
- カルメン Carmen Jones (1954)
- 黄金の腕 The Man with the Golden Arm (1955) - 日本公開は翌1956年。
- 聖女ジャンヌ・ダーク Saint Joan (1957) - 日本劇場未公開。
- 悲しみよこんにちは Bonjour tristesse (1957)  - 日本公開は翌1958年。
- ポギーとベス Porgy and Bess (1959)
- 或る殺人 Anatomy of a Murder (1959)
- 栄光への脱出 Exodus (1960) - 日本公開は翌1961年。
- 野望の系列 Advise & Consent (1962)
- 枢機卿 The Cardinal (1963)
- 危険な道 In Harm's Way (1965)
- バニー・レークは行方不明　Bunny Lake Is Missing (1965)
- 夕陽よ急げ Hurry Sundown (1967)
- 男と女のあいだ Such Good Friends (1971)
- ローズバッド Rosebud (1975)
- ヒューマン・ファクター The Human Factor (1979) - 日本劇場未公開。